# バートリ・ミクローシュ
バートリ・ミクローシュ（Báthori MiklósもしくはBáthory Miklos Ⅱ, 1445年以前 - 1498年頃）は、ハンガリー王国の有力貴族ソムリヨ系バートリ家の祖。トランシルヴァニアのヴォイヴォダであった。

## 生涯
ハンガリー貴族ソムリヨ系バートリ家のバートリ・イシュトヴァーン2世とその妻ヴァルダイ・ドロッチャの息子で、ソムリヨ系バートリ家3代目当主バートリ・サニスローの孫に当たる。1382年から1389年の間ハンガリー王家に騎士の司令官として仕えた。
ミクローシュに関する最初の記録は1462年に遡り、1448年以前には生まれていたとされる。おそらくこの時、従兄弟達や他の親族との間に相続問題が起こり、その結果ミクロｰシュはショムロー城を相続した。
ミクローシュは州内のどの役職にも就かなかったが、おそらくマーチャーシュ1世とバルカンとボヘミアにおける戦に参戦している。
ミクローシュは生涯の中で2度結婚し、初婚でケズメリ・ボルバーラ、再婚でルチェネツ（英語版）のバンフィ・ゾフィア・ウルスラを妻とした。その後、1498年ごろに死去した。

## 家族
- イシュトヴァーン8世 （1477年 - 1534年） - 父と同様、トランシルヴァニアのヴォイヴォダであり知事。
- モーリツ
- バルトシュ（? - 1536年） - サトゥ・マーレ議会議長
- カタリン（? - 1552年以降） - サルマシャグ・ラースローの妻
- ボルバーラ（? - 1520年以降） - アルモスド（ハンガリー語版）のチャイレ・アンドラーシュの妻
- ゾフィア
- ミクローシュ（? - 1500年以降）
- エルジェーベト（? - 1552年以降）- 初婚でキシュバールダ（英語版）のヴァルダイ・ミハーイ、再婚でナジェミハイ（英語）のバンフィ・フランツィシュカの妻となった。